# Adactylidium
Genre
Adactylidium est un genre d'acariens de la famille des Acarophenacidae.
Ces acariens ont un cycle de vie peu commun. La femelle se fixe sur un œuf de thrips dont elle se nourrit. Elle produit ensuite des œufs qui éclosent, se développent en larve puis en adulte dans le corps de leur mère. La couvée est généralement composée de cinq à huit femelles et d'un seul mâle. Le mâle adulte féconde toutes ses sœurs. Une fois l'accouplement effectué, les acariens percent le corps de leur mère pour sortir. Le mâle meurt alors au bout de quelques heures, sans chercher à se nourrir. Les femelles vont chacune se fixer sur un œuf de thrips et entamer un nouveau cycle.

## Liste des espèces
Selon BioLib (26 juillet 2018) :
- Adactylidium lindquisti Jordana & Goldarazena, 2001
- Adactylidium moundi Goldarazena, Jordana & Zhang, 1997
- Adactylidium nicolae (Krczal, 1959)
- Adactylidium rumanicus Jordana & Goldarazena, 2001